# 李琳 (高麗)
李琳（韓語：이림，？—1391年），又名李成琳，高麗王朝末期武將、文臣及詩人。本貫固城李氏。他是謹妃李氏的生父，也是高麗昌王的外祖父。
李琳的父親李嶠擔任過監察大夫。1355年，李琳蔭襲擔任武將，後累官至密直副使。高麗禑王在位期間，陞官判司事。1734年，禑王納其女，冊封為謹妃，封李琳為鐵城府院君。
1388年，守門下侍中李成桂發動威化島回軍，廢黜禑王，擁立昌王。任命李琳為門下侍中，命劒履上殿，贊拜不名，李琳解職不聽。翌年，邊安烈策劃擁戴禑王復位，被發覺，事情牽涉到李琳。李成桂廢黜昌王，改立恭讓王，並將李琳流放到了鐵原。1390年，又流放到了忠州。翌年，病死於流配之所。